# Paul von Rusdorf
Paul von Rusdorf (... – 1441) è stato il ventinovesimo Gran maestro dell'Ordine teutonico dal 1422 fino alla sua morte.

## Biografia
Il Trattato di Melno fu uno dei primi atti di von Rusdorf non appena eletto Gran Maestro; questo documento contribuì a riportare stabilità nell'ordine e nelle sue relazioni, ma le battaglie intraprese dai suoi predecessori, portarono nuovamente, nel 1431, ad una guerra polacco-teutonica. Jan Bażyński (Johannes von Baysen) fu uno dei suoi ambasciatori.
Gli anni in cui Paul von Rusdorf operò, furono molto difficili nell'Ordine teutonico. La previsione di nuove imposte in Polonia irretirono la borghesia urbana, favorevole alla pace e ostile alla tassazione ulteriore. Questa situazione magmatica e confusionaria portò alla sostituzione dei komtur locali, nella speranza che la calma tra la popolazione tornasse. Tuttavia, l'ordine non giunse a definire una politica coerente né riguardo alla Polonia né riguardo ai suoi sudditi. L'opposizione - schematica - tra un partito della guerra e un partito della pace si unì alle lotte di fazioni e di consorterie nell'ordine, come quelle che opposero sudisti e nordisti nella Germania del tempo. Gli abusi, la corruzione, la tirannia crescente del maestro e della direzione nei cavalieri provocarono nuove fratture all'interno degli stessi e tra essi e la popolazione.
Tutti questi aspetti sono presenti nella crisi interna all'ordine del 1437-1440. La gestione di Paul von Russdorf (Hochmeister dal 1422 al 1441) fu messa in discussione dal maestro di Germania (Deutschmeister, un ruolo nell'ordine) Eberhard von Seinsheim: lamentandosi dell'emarginazione crescente della provincia di Germania nella gestione politica, chiese a Russdorf di ritornare alle antiche abitudini che, secondo lui (gli statuti del 1329, sui quali egli si basava, sono andati perduti), attribuivano ampie responsabilità al Deutschmeister.
Un secondo avviso giunse l'anno successivo, nel 1438. Russdorf designò come maestro di Livonia uno dei suoi fedeli, Heinrich von Nothleben, un renano, imposto contro l'opinione della maggioranza westfaliana dei fratelli di Livonia che sosteneva Heidenreich Vincke von Overberg: un ampio dibattito tra le due correnti politiche nell'attuale Lettonia ed Estonia era in effetti già nato da un po' di tempo: dopo la battaglia di Grunwald (1410), a cui i teutonici parteciparono venendo sconfitti in maniera clamorosa, l'unica cosa su cui le due fazioni concordavano era la necessità di subire meno l'influenza dell'Hochmeister e pertanto si misero in atto per giungere ad una completa autonomia gestionale. In una situazione siffatta, i livoniani decisero di cogliere l'attimo e allearsi con il maestro di Germania il 29 luglio 1439. Nello stesso momento, tre commende di Prussia orientale, tra le quali quella di Königsberg, si ribellarono alla direzione dell'ordine e chiesero riforme: il ritorno alla regola e agli statuti quanto alla disciplina, alle sanzioni, al reclutamento; l'elezione del gran maestro da parte di un capitolo rappresentativo di tutte le lingue; l'imparzialità degli ispettori, gli agenti di controllo inviati dal maestro nelle commende. Insomma, si trattava di passare da una sorta di monarchia autoritaria a una repubblica aristocratica.
Russdorf superò la crisi dividendo i suoi avversari. Fece alcune concessioni alle città sull'imposta, durante la riunione della dieta (l'assemblea rappresentante i diversi stati - sociali- di Prussia) del 5 maggio 1440, e si sbarazzò dei problemi interni dell'ordine. Nulla poteva mettersi in moto senza l'unione di tutti i malcontenti.
Paul von Rusdorf morì nel 1441.